# Mádi Bomboly-bánya
Mádi Bomboly-bánya este o arie protejată (arie specială de conservare — SAC, sit de importanță comunitară — SCI) din Ungaria întinsă pe o suprafață de 7,94 ha, integral pe uscat.

## Localizare
Centrul sitului Mádi Bomboly-bánya este situat la coordonatele 48°12′07″N 21°18′29″E / 48.201944°N 21.308056°E.

## Înființare
Situl Mádi Bomboly-bánya a fost declarat sit de importanță comunitară în august 2010 pentru a proteja 13 specii de animale. Situl a fost protejat și ca arie specială de conservare în octombrie 2012.

## Biodiversitate
Situată în ecoregiunea panonică, aria protejată nu include niciun habitat protejat.
La baza desemnării sitului se află mai multe specii protejate de  mamifere (13): liliac cârn (Barbastella barbastellus), liliac cu aripi lungi (Miniopterus schreibersii), liliac cu urechi mari (Myotis bechsteinii), liliac cu urechi de șoarece (Myotis blythii), liliac de iaz (Myotis dasycneme), liliac cărămiziu (Myotis emarginatus), liliac comun (Myotis myotis), liliacul lui natterer (Myotis nattereri), liliacul urecheat brun (Plecotus auritus), liliacul urecheat cenușiu (Plecotus austriacus), liliacul mediteranean cu potcoavă (Rhinolophus euryale), liliacul mare cu potcoavă (Rhinolophus ferrumequinum), liliacul mic cu potcoavă (Rhinolophus hipposideros).
Pe lângă speciile protejate, pe teritoriul sitului au mai fost identificate 2 specii de plante, 5 specii de mamifere, 2 specii de reptile.